# Johann Andreas Stein

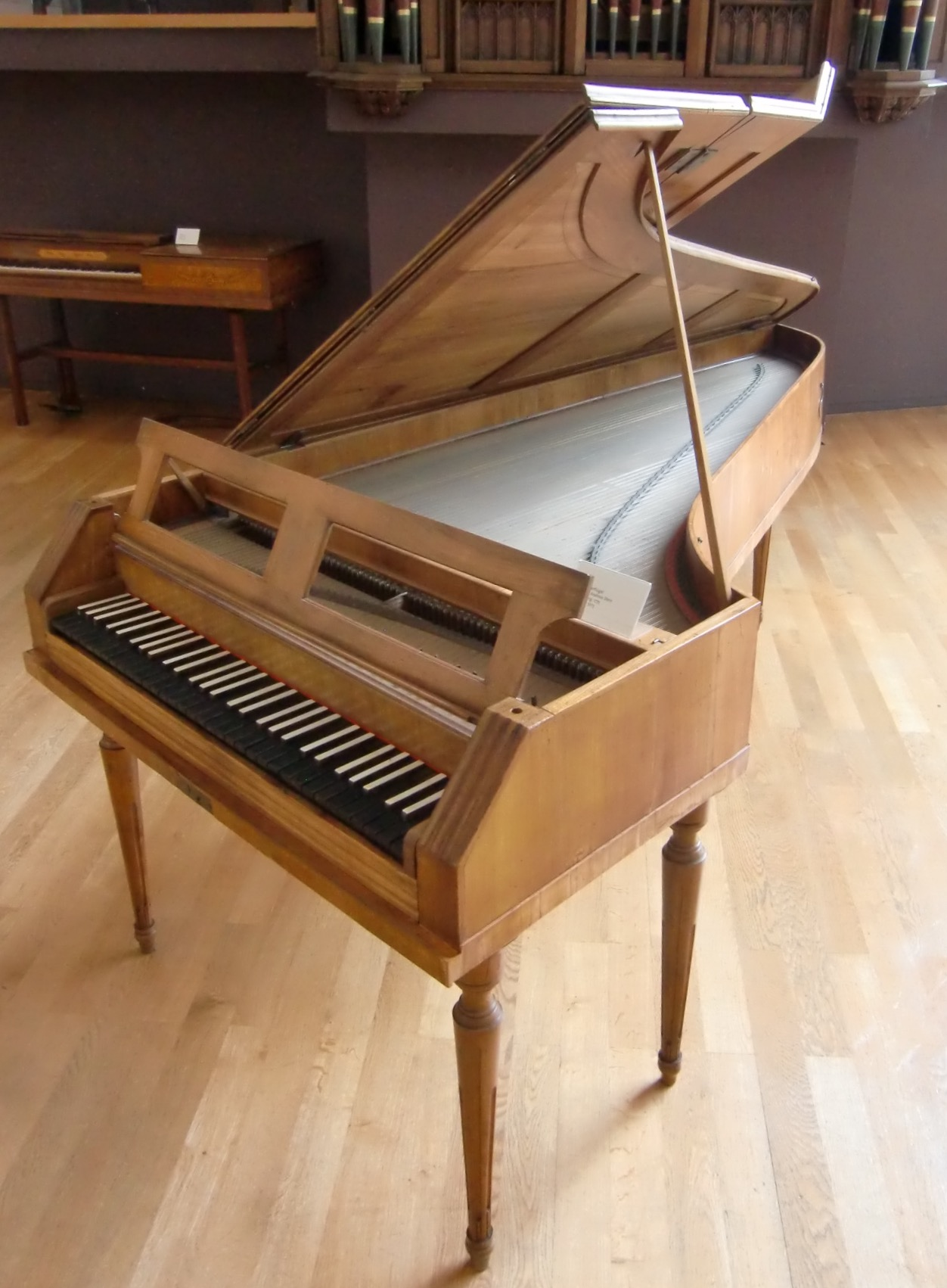
Pianoforte van J.A. Stein, Augsburg, 1775. Muziekinstrumentenmuseum te Berlijn.

Johann Andreas Stein (Heidesheim, 6 mei 1728 - Augsburg, 29 februari 1792) was een fortepianobouwer, die grote invloed had op de technische en historische ontwikkeling van de moderne piano.

## Levensloop
Stein leert het vak in de werkplaats van de familie Silbermann (Andreas Silbermann en Gottfried Silbermann) in Straatsburg. Hij vestigde zich in Augsburg waar hij ook als organist werkzaam was. Naast fortepiano's bouwde hij andere toetsinstrumenten, en deed diverse uitvindingen. Een bijzonder instrument is de Poli-Toni-Clavichordium, waarin hij een groot klavecimbel combineerde met een fortepiano.
In 1772 bouwde hij de Melodika, een klein orgel met aanslaggevoelige dynamiek. Ook bouwde hij vis-à-vis-instrumenten: klavecimbels/fortepiano's, waaraan twee spelers tegenover elkaar konden zitten en tegelijk konden spelen.
Stein heeft Wolfgang Amadeus Mozart regelmatig ontmoet, en deze was zeer enthousiast over zijn instrumenten, hetgeen blijkt uit overgeleverde correspondentie waarin Mozart Steins instrumenten roemt.
Tegen het einde van zijn leven werd zijn werk overgenomen door zijn dochter Nanette Streicher (getrouwd met pianobouwer Streicher). Zij verhuisde naar Wenen en zette daar het vak voort.

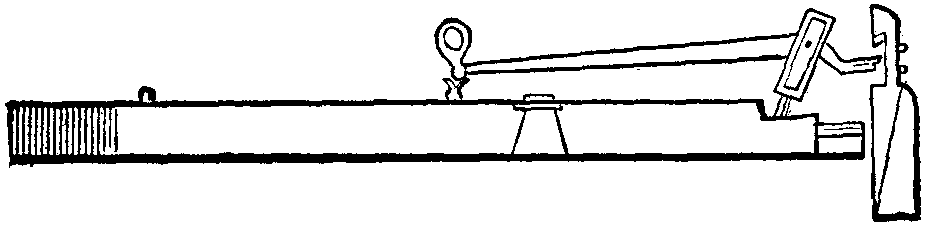
Stein's Prell-mechaniek

## Steins belangrijkste bijdragen aan de ontwikkeling van de piano
- Uitontwikkeling van het Prell-mechaniek
- Voetpedalen in plaats van kniehefbomen
- Vangers, die snellere repetitie mogelijk maakten
- Dempers
- Echappement ("Auslösung")